# Scioglimento dell'unione tra Norvegia e Svezia

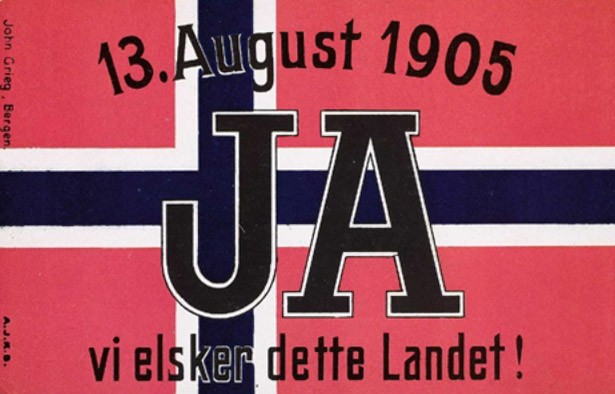
Cartolina postale che esorta le persone a votare sì allo scioglimento dell'Unione. "Ja, vi elsker dette landet" ("Sì, noi amiamo questo paese") sono le parole iniziali dell'inno nazionale norvegese.

Lo scioglimento dell'unione (in bokmål: Unionsoppløsningen; in nynorsk: Unionsoppløysinga; in høgnorsk: Unionsoppløysingi; in svedese: Unionsupplösningen) tra i regni di Norvegia e Svezia, all'epoca costituenti un unico stato in unione personale, venne avviata da una risoluzione del Parlamento norvegese (Storting) il 7 giugno 1905. Dopo alcuni mesi di tensione e timori per lo scoppio di un conflitto tra i due regni, e un plebiscito tenutosi il 13 agosto che sostenne in modo schiacciante lo scioglimento, i negoziati tra i due governi portarono al riconoscimento della Norvegia come monarchia costituzionale indipendente da parte della Svezia il 26 ottobre 1905. In quella data, il re Oscar II di Svezia rinunciò alla sua pretesa al trono norvegese, dissolvendo efficacemente il Regno Unito di Svezia-Norvegia. A questo evento seguì rapidamente, il 18 novembre, l'ascesa al trono norvegese del principe Carlo di Danimarca, che prese il nome di Haakon VII.

## Antefatti
Le aspirazioni nazionalistiche norvegesi nel 1814 furono frustrate dalla vittoria della Svezia in una breve ma decisiva guerra che portò la Norvegia a entrare in un'unione personale con la Svezia. La Costituzione norvegese fu in gran parte mantenuta intatta. La Norvegia legalmente aveva lo status di nazione indipendente, con un Parlamento, un sistema giudiziario, un sistema legale, delle forze armate e una valuta. Tuttavia, i due paesi condividevano un monarca comune e conducevano una politica estera comune attraverso il Ministero degli affari esteri svedese. Esistevano in gran parte sentimenti di buona volontà tra i due popoli e il re generalmente cercava di agire nell'interesse di entrambi i regni.
Tuttavia, nel corso degli anni, emerse una divergenza di interessi tra norvegesi e svedesi. In particolare, i norvegesi ritenevano che i loro interessi in politica estera fossero inadeguatamente serviti dal Ministero degli affari esteri svedese. Ci furono diversi fattori alla base del crescente conflitto:
- l'economia norvegese dipendeva maggiormente dal commercio estero e quindi era più sensibile alle misure protezionistiche favorite dal governo svedese mercantilista dell'epoca;
- la Norvegia aveva rapporti commerciali e altri legami con il Regno Unito, mentre la Svezia aveva legami più stretti con l'Impero tedesco;
- la Norvegia aveva più interessi rispetto alla Svezia al di fuori dell'Europa.

La politica norvegese, inoltre, era sempre più dominata da tendenze liberali caratterizzate dall'estensione della democrazia parlamentare, mentre la politica svedese tendeva ad essere più conservatrice. Sotto la Costituzione norvegese, il parlamento norvegese, lo Storting, era la più potente legislatura del continente. Il re aveva solo un potere di veto sospensivo in Norvegia e lo Storting resistette a numerosi tentativi da parte del sovrano di ottenere il veto assoluto che la monarchia aveva in Svezia. Inoltre, nel 1884, il potere dello Storting era cresciuto al punto che il re non poteva più nominare un governo norvegese interamente di sua scelta o tenerlo in carica contro la volontà dello Storting. Al contrario, il sovrano rimase quasi un autocrate (almeno sulla carta) nei suoi domini svedesi fino al 1905, poco prima della fine dell'Unione.
Quando nel 1895 il libero scambio tra i due paesi fu limitato dall'abolizione delle "Leggi interstatali" (Mellomrikslovene), anche le ragioni economiche per il proseguimento dell'Unione diminuirono.
Il conflitto arrivò al culmine della cosiddetta "vicenda dei consoli" in cui diversi governi norvegesi insistettero che la Norvegia dovesse stabilire i propri uffici consolari all'estero piuttosto che fare affidamento sui consolati comuni nominati dal Ministro degli esteri svedese. Poiché la prassi di lunga data per lo svolgimento della politica estera congiunta era stata che fosse uno svedese a ricoprire la carica di ministro degli esteri, il governo e il re svedesi si opposero a questa insistenza, considerandola come un rifiuto del diritto della monarchia di guidare la politica estera.
Mentre il Partito Liberale norvegese aveva inizialmente aperto la strada a una posizione senza compromessi attraverso la cosiddetta "politica del pugno", il Partito Conservatore arrivò anche ad adottare una politica forte a favore almeno dell'indipendenza di fatto e dell'uguaglianza all'interno dell'unione personale. Sebbene entrambe le parti abbiano compiuto sforzi per risolvere il problema attraverso dei negoziati, l'opinione pubblica norvegese gradualmente si radicalizzò.
Sia la Svezia che la Norvegia aumentarono le loro spese militari. La Norvegia non solo modernizzò i forti di frontiera di Kongsvinger e Fredriksten, ma costruì una serie di nuove fortezze militari lungo il suo confine con la Svezia.

## Preludio alla dissoluzione

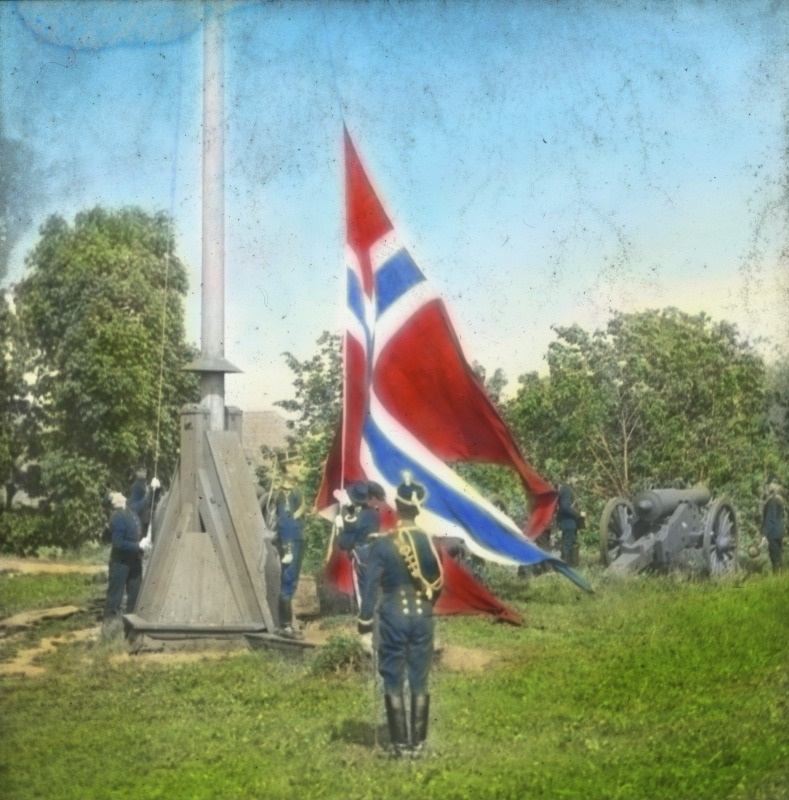
La bandiera della Norvegia, senza il marchio dell'Unione, viene alzata nella fortezza di Akershus dopo l'approvazione dello scioglimento dell'Unione.

All'inizio del 1905, Christian Michelsen formò un governo di coalizione composto da liberali e conservatori, il cui unico obiettivo dichiarato era quello di stabilire un corpo separato di consoli norvegesi. La legge venne approvata dal Parlamento norvegese. Come previsto e probabilmente pianificato, il re Oscar II si rifiutò di accettare le leggi e il governo Michelsen si dimise. Quando il 7 giugno il re si dichiarò incapace di formare un governo in quelle circostanze sorse una crisi costituzionale. Più tardi, lo stesso giorno, lo Storting votò all'unanimità lo scioglimento dell'unione con la Svezia, seguendo la linea di pensiero che Oscar II aveva in effetti abbandonato il suo ruolo di re di Norvegia rifiutando di nominare un governo sostitutivo. Il testo della dichiarazione unanime, notevole per il fatto che la dichiarazione di scioglimento era una parte della clausola principale, recitava:
Inizialmente reagendo a questa dichiarazione come a un atto di ribellione, il governo svedese indicò l'apertura a una fine negoziata dell'Unione, insistendo tra l'altro sulla necessità dello svolgimento di un plebiscito per il popolo norvegese. Tuttavia, il governo norvegese aveva giocato d'anticipo e aveva già programmato un plebiscito per il 13 agosto, evitando così l'apparenza di essere stato chiamato in risposta alle richieste della Svezia.
Oltre ai cambiamenti interni in Norvegia, un importante fattore chiave che permise alla Norvegia di staccarsi dalla Svezia fu l'emergere del Movimento Socialdemocratico svedese. Nei primi anni del XX secolo Hjalmar Branting guidò i socialdemocratici nell'opporsi a una guerra per mantenere la Norvegia unita alla Svezia. Quando si verificò la crisi costituzionale del 1905, coniò lo slogan "Giù le mani dalla Norvegia, re!" I socialdemocratici, dopo un richiamo dei riservisti da parte del governo, organizzarono atti di resistenza e uno sciopero generale contro la possibilità di una guerra. La maggior parte degli svedesi sosteneva l'indipendenza della Norvegia tanto quanto gli stessi norvegesi.
Il referendum si tenne il 13 agosto 1905 e diede uno dei risultati più chiari nella storia di questo istituto giuridico. A favore dello scioglimento vi furono 368 208 voti (il 99,95%), contro solamente 184 (lo 0,05%).
Il governo ebbe quindi la conferma dello scioglimento. L'85% degli uomini norvegesi andò a votare. Le donne non poterono farlo in quanto in Norvegia il diritto di voto fu concesso anche alle donne nel 1913. Le suffragette norvegesi raccolsero comunque 279 878 firme a favore della dissoluzione.
L'esploratore polare Fridtjof Nansen intervenne pesantemente a favore dello scioglimento dell'unione e si recò personalmente nel Regno Unito, dove fece pressioni per il sostegno britannico al movimento indipendentista norvegese.

## Negoziati di Karlstad

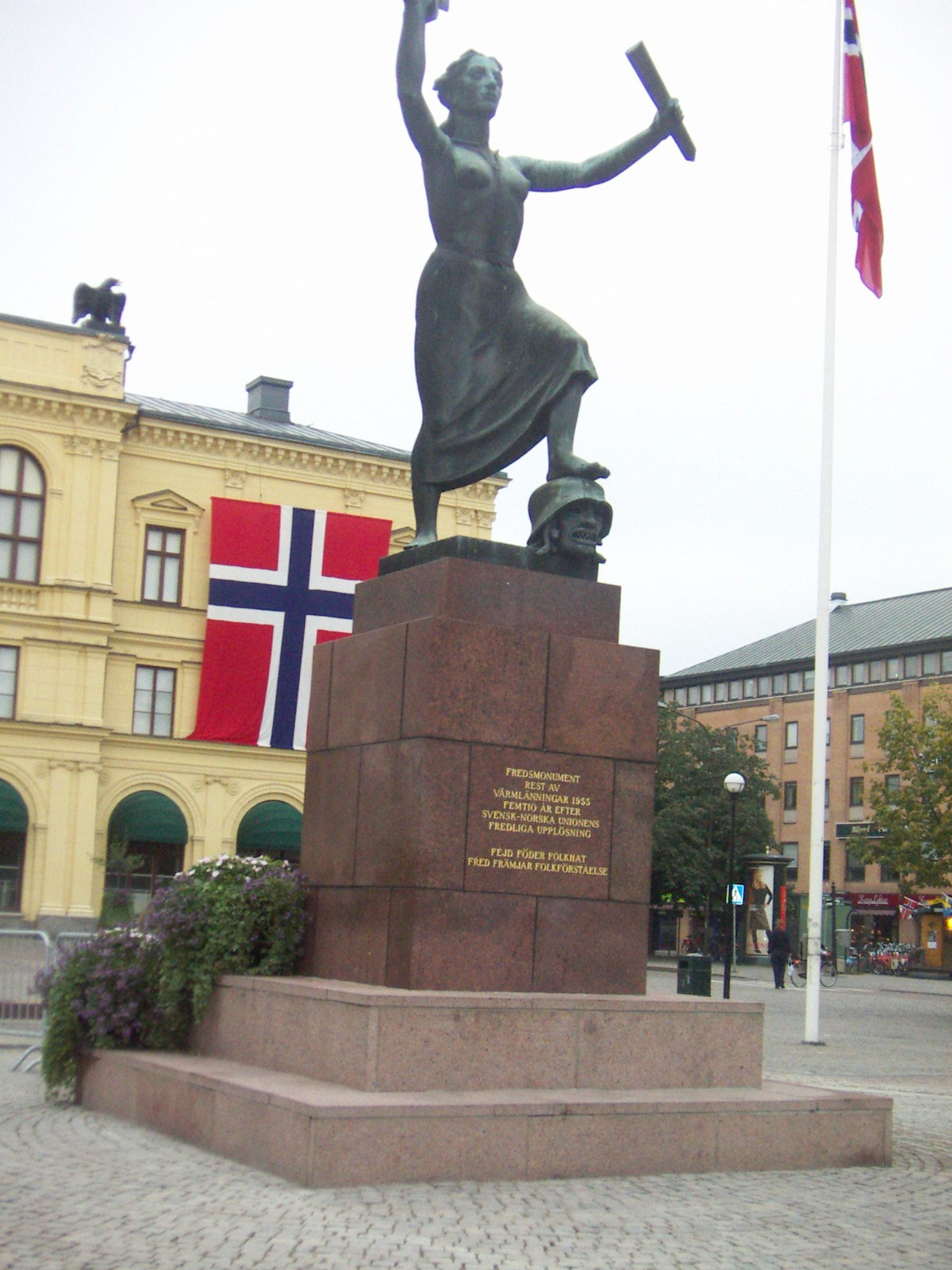
Monumento alla pace a Karlstad, eretto sulla piazza della città in occasione del 50º anniversario dello scioglimento dell'unione tra Norvegia e Svezia.

Il 31 agosto, delegati norvegesi e svedesi si incontrarono nella città svedese di Karlstad per negoziare i termini dello scioglimento. Sebbene molti eminenti politici svedesi di destra preferissero un approccio rigoroso alla questione, gli storici affermano che il re aveva capito ben presto che sarebbe stato meglio perdere l'unione piuttosto che rischiare una guerra con la Norvegia. Il travolgente sostegno pubblico tra i norvegesi a favore dell'indipendenza aveva convinto le maggiori potenze europee che il movimento indipendentista era legittimo e la Svezia temeva che reprimendolo sarebbe rimasta isolata; inoltre, c'era scarso appetito per creare ulteriore cattiva volontà tra i paesi.
Anche se i negoziati progredirono, le forze militari, sebbene separate da 2 chilometri furono dispiegate in silenzio su entrambi i lati del confine tra Svezia e Norvegia. L'opinione pubblica tra le persone di sinistra norvegesi si disse a favore di una guerra di indipendenza, se necessaria, indipendentemente dalla superiorità numerica della Svezia.
Il 23 settembre i negoziati si conclusero. Il 9 ottobre il Parlamento norvegese votò per accettare i termini dello scioglimento. Il 13 ottobre il Parlamento svedese seguì l'esempio e fece altrettanto. Sebbene la Norvegia avesse considerato l'unione con la Svezia terminata il 7 giugno, la Svezia riconobbe formalmente l'indipendenza norvegese il 26 ottobre, quando il re Oscar II rinunciò alla pretesa al trono norvegese per sé e per i suoi discendenti.

## Alla ricerca di un re

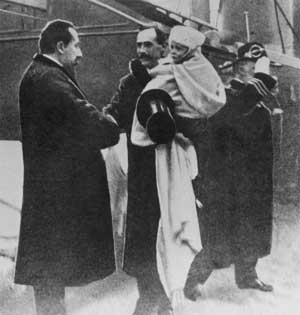
Il nuovo re Haakon VII con il principe ereditario Olav in braccio arriva in Norvegia e viene salutato a bordo della nave Heimdal dal Primo ministro Christian Michelsen.

Nella sua risoluzione del 7 giugno, lo Storting fece quella che venne chiamata "Offerta Bernadotte", invitando il re Oscar II a consentire a uno dei suoi figli minori di assumere il trono norvegese. L'offerta rappresentò il tentativo del governo norvegese di dimostrare buona volontà nei confronti della Svezia e della sua casa reale, nonostante la separazione dei due paesi. Ad un altro livello, più significativo, si intendeva anche rassicurare le altre potenze europee che la secessione della Norvegia non era un progetto rivoluzionario radicale, nonostante l'influenza dei socialisti. La continuazione del sistema monarchico avrebbe segnalato che tradizione, continuità e ordine sarebbero stati apprezzati come prima nel nuovo paese. In questo modo, la Norvegia mirava a raccogliere il sostegno degli altri grandi paesi europei che, ad eccezione della Francia, erano tutte monarchie ereditarie.
A differenza della dichiarazione di indipendenza, l'offerta Bernadotte fu oggetto di contese e polemiche all'interno del governo norvegese. Cinque parlamentari socialisti votarono contro l'idea di una monarchia e il ministro delle finanze Gunnar Knudsen, un membro del governo repubblicano, rassegnò le dimissioni a causa di questo problema. Si sapeva che il re Oscar II non era suscettibile ad accettare l'offerta Bernadotte ma la questione rimase instabile fino a quando l'offerta non fu formalmente rifiutata dal re il 26 ottobre.
Il rifiuto dell'offerta fu anticipato mesi prima e già durante l'estate una delegazione norvegese aveva avvicinato la Danimarca con una proposta riguardante il 33enne principe Carlo di Danimarca, il secondo figlio del principe ereditario Federico. La madre del principe Carlo, Luisa di Svezia, era l'unica figlia legittima sopravvissuta all'infanzia del re Carlo XV di Svezia e quindi nipote dello stesso re Oscar II. Sarebbe stato preservato un collegamento con la Casa reale di Svezia. Inoltre, Carlo era sposato con Maud del Galles, figlia del re Edoardo VII del Regno Unito. Con l'arrivo di una regina di origine britannica, si sperava che la Norvegia potesse corteggiare il sostegno del Regno Unito. Un altro vantaggio era che il principe Carlo era già padre di un figlio, Alexander, di due anni, che forniva sicurezza per continuare la linea di successione. Il Parlamento norvegese prese in considerazione altri candidati, ma alla fine scelse il principe Carlo.
Il principe Carlo di Danimarca impressionò la delegazione in molti modi, non da ultimo a causa della sua sensibilità nei confronti dei movimenti liberali e democratici che avevano portato all'indipendenza della Norvegia. Sebbene la Costituzione norvegese stabilisse che lo Storting potesse scegliere un nuovo re se il trono fosse vacante, Carlo sapeva che molti norvegesi - inclusi politici di spicco e ufficiali militari di alto rango - preferivano una forma di governo repubblicana. I tentativi di persuadere il principe ad accettare il trono solamente in base alla scelta del Parlamento e non della scelta dei cittadini fallirono; Carlo insistette che avrebbe accettato la Corona solo se il popolo norvegese avesse espresso la sua volontà di essere guidato da una monarchia mediante un referendum e anche se il Parlamento lo avesse eletto re in seguito.

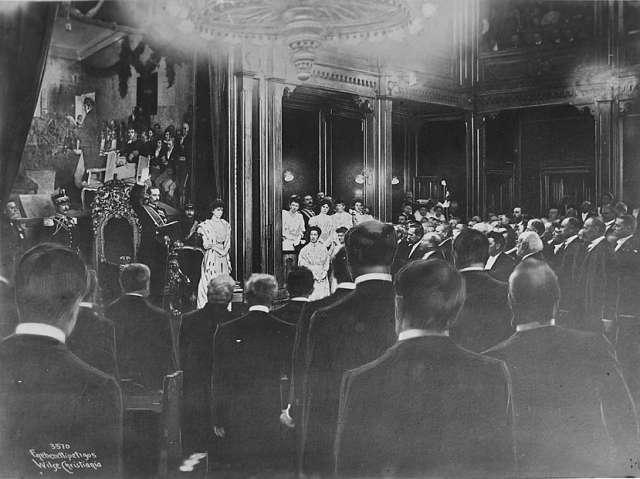
Re Haakon VII presta giuramento nel palazzo del Parlamento.

Il 12 e 13 novembre, nel secondo plebiscito costituzionale in tre mesi, gli elettori norvegesi votarono con una maggioranza di quasi il 79% (259 563 voti contro 69 264) a favore della monarchia. Molti di quelli che preferivano una repubblica in linea di principio votarono per la monarchia perché ritenevano che avrebbe aiutato la nuova nazione norvegese indipendente a ottenere legittimità tra le monarchie europee.
A seguito del plebiscito di novembre, che affermò il desiderio dei norvegesi di una monarchia, il 18 novembre il Parlamento norvegese a stragrande maggioranza offrì a Carlo di Danimarca un chiaro invito al trono norvegese, eleggendo Carlo e i suoi discendenti come nuova dinastia reale della Norvegia. In quella stessa data, il presidente del Parlamento norvegese inviò al principe Carlo un telegramma per informarlo della sua elezione. Dopo aver ottenuto il permesso formale dal nonno, re Cristiano IX di Danimarca, il principe Carlo rispose quella stessa sera, accettando il trono norvegese e scegliendo il nome Haakon, un nome tradizionale usato dai re norvegesi. L'ultimo re con quel nome fu Haakon VI, che morì nell'anno 1380. Il nuovo re divenne quindi Haakon VII, mentre suo figlio Alessandro fu ribattezzato in Olav e divenne principe ereditario. Haakon VII divenne re di Norvegia immediatamente dopo aver accettato la sua elezione, e quindi il 18 novembre 1905 è considerato il primo giorno del suo regno.
Dopo un viaggio di tre giorni, il 25 novembre la nuova famiglia reale arrivò nella capitale Kristiania (in seguito ribattezzata Oslo).
Il 27 novembre Haakon VII prestò giuramento costituzionale come re di Norvegia davanti al Parlamento.
L'incoronazione del re Haakon VII e della regina Maud ebbe luogo il 22 giugno 1906 nella cattedrale di Trondheim. Questa fu l'ultima incoronazione tenutasi in Norvegia.

## Persone importanti nello scioglimento dell'Unione
Le seguenti persone ebbero un ruolo negli eventi riguardanti lo scioglimento dell'Unione tra Norvegia e Svezia:
- Bjørnstjerne Bjørnson, scrittore norvegese e premio Nobel per la letteratura nel 1903.
- Erik Gustaf Boström, primo ministro di Svezia tra luglio 1902 e aprile 1905.
- Hjalmar Branting, politico svedese e futuro primo ministro.
- Sigurd Bødtker, critico teatrale norvegese.
- Christopher Bruun, sacerdote ed educatore norvegese
- Karl Sigwald Johannes Bull, ufficiale militare e politico norvegese.
- Wilhelm Christopher Christophersen, diplomatico norvegese.
- Øvre Richter Frich, giornalista, editore e scrittore di polizieschi norvegese.
- Arne Garborg, scrittore norvegese.
- Haakon VII di Norvegia, noto come principe Carlo di Danimarca fino al 1905, fu il primo re di Norvegia dopo la fine dell'Unione.
- Thomas Heftye, ufficiale militare, ingegnere, ufficiale sportivo e politico norvegese.
- Gunnar Heiberg, poeta, drammaturgo, giornalista e critico teatrale norvegese.
- Frederik Hilfling-Rasmussen, fotografo norvegese di origine danese.
- Sigurd Ibsen, scrittore, avvocato e statista norvegese, primo ministro norvegese a Stoccolma dal 1903 al 1905.
- Christian Lundeberg, primo ministro di Svezia tra agosto e novembre 1905.
- Maud del Galles, principessa di origine britannica, regina di Norvegia come coniuge del re Haakon VII.
- Christian Michelsen, magnate marittimo e statista norvegese, primo capo del governo della Norvegia indipendente nel 1905.
- Fridtjof Nansen, esploratore, scienziato e diplomatico norvegese, vincitore del premio Nobel per la pace nel 1922.
- Johan Ramstedt, primo ministro svedese tra aprile e agosto 1905.

## Importanza degli eventi del 1905
In diversi modi, gli eventi del 1905 formarono un seguito a quelli del 1814, ma vi furono alcune differenze importanti:
- mentre il movimento per l'indipendenza del 1814 era in gran parte guidato dall'opportunismo politico tra le élite nazionali, il movimento del 1905 era il risultato di tendenze politiche in gran parte guidate da funzionari eletti con un massiccio sostegno popolare;
- nel 1905, la Norvegia non fu messa in gioco come premio territoriale in una guerra;
- nel 1905, i norvegesi disponevano di molte delle istituzioni e delle infrastrutture di uno stato sovrano e indipendente;
- nel 1905, gli altri stati europei erano più inclini a favorire l'indipendenza norvegese rispetto al 1814.

Nel 1905 la diplomazia fece molto per evitare una guerra tra Svezia e Norvegia. In verità, i norvegesi erano molto più disposti a combattere degli svedesi se si fosse scatenato un conflitto. Entrambe le parti riconobbero che la loro vicinanza geografica avrebbe reso insostenibile delle ostilità a lungo termine in qualsiasi circostanza.
Molti documenti relativi agli eventi specifici del 1905 andarono distrutti durante e dopo quegli anni. Alcuni storici ipotizzano che gli interessi stranieri abbiano svolto un ruolo più forte di quanto precedentemente ipotizzato; in particolare, che il Regno Unito influenzò lo scioglimento al fine di ridurre l'influenza tedesca sui porti dell'Oceano Atlantico come parte dei tentativi britannici di mantenere la loro supremazia navale. Sebbene la stretta relazione della Svezia con l'Impero tedesco non durò a lungo, l'indipendenza mise la Norvegia immediatamente nella sfera di influenza britannica.